# Plutarchia
Plutarchia – rodzaj roślin z rodziny wrzosowatych. Obejmuje 12 gatunków. Rośliny te występują w Kolumbii i Ekwadorze. Rosną na dużych wysokościach w tropikalnych lasach górskich oraz w paramo.

## Morfologia
PokrójNaziemne krzewy.
LiścieNaprzeciwległe i skrętoległe, blaszka jajowata, z sercowatą nasadą.
KwiatyZebrane po 2–4 w pęczki lub grona, czasem pojedyncze. Wsparte zwykle drobnymi, lancetowatymi, rzadziej okazałymi przysadkami. Kwiaty osadzone są na długich szypułkach i są 4–5-krotne. Działki kielicha zrośnięte często tylko u nasady, nieoskrzydlone lub oskrzydlone, z łatkami trójkątnymi. Korona ma kształt walcowaty do urnowatego, jest zaokrąglona na przekroju lub kanciasta, osiąga ponad 1 cm długości. Często jest owłosiona, ma barwę czerwoną lub białą. Pręcików jest 8–10, rzadziej 5; ich nitki są krótkie. Pręciki bywają lekko dimorficzne. Pylniki lekko brodawkowate. Zalążnia dolna, czterokomorowa, długości rurki korony.
OwoceJagody niebieskoczarne, rzadziej białe.

## Systematyka
Rodzaj z plemienia Vaccinieae z podrodziny Vaccinioideae z rodziny wrzosowatych Ericaceae.
Wykaz gatunków
- Plutarchia angulata A.C.Sm.
- Plutarchia coronaria (Hook.f.) A.C.Sm.
- Plutarchia dasyphylla A.C.Sm.
- Plutarchia dichogama (Cuatrec.) Sleumer
- Plutarchia dolos N.R.Salinas, M.F.González, E.Hern.-A. & Betancur
- Plutarchia ecuadorensis Luteyn
- Plutarchia guascensis (Cuatrec.) A.C.Sm.
- Plutarchia minor A.C.Sm.
- Plutarchia miranda A.C.Sm.
- Plutarchia monantha A.C.Sm.
- Plutarchia pubiflora (Wedd.) A.C.Sm.
- Plutarchia rigida (Benth.) A.C.Sm.